# Hank Lefkowitz
Henry A. "Hank" Lefkovitz (31 de agosto de 1923-21 de abril de 2007) fue un jugador de baloncesto estadounidense que disputó una temporada en la BAA. Con 1,88 metros de estatura, jugaba en la posición de alero.

## Trayectoria deportiva

### Universidad
Jugó durante tres temporadas con los Spartans de la Universidad de Case Western Reserve, con los que batió el récord de puntos en una temporada, con 192, promediando 21 puntos por partido en su última temporada, que le valieron para ser incluido en el mejor quinteto de la Mid-American Conference.

### Profesional
En 1946 fichó por los Cleveland Rebels de la recién creada BAA, con los que disputó la única temporada del equipo en la liga, en la que promedió 2,1 puntos por partido. Tras la desaparición del equipo, fue elegido en el draft de dispersión por los Baltimore Bullets, pero no llegó a fichar por el equipo.

#### Estadísticas en la BAA

##### Temporada regular
| Temporada | Edad | Equipo           | Liga | P  | TIT | MIN | TC  | TCA | %TC  | 3P | 3PA | %3P | TL  | TLA | %TL  | R.OF. | R.DEF. | REB | ASIS | ROB | TAP | PER | FP  | PTS |
| 1946-47   | 23   | Cleveland Rebels | BAA  | 24 |     |     | 0.9 | 4.8 | .193 |    |     |     | 0.3 | 0.5 | .538 |       |        |     | 0.2  |     |     |     | 1.5 | 2.1 |
| Total     |      |                  | BAA  | 24 |     |     | 0.9 | 4.8 | .193 |    |     |     | 0.3 | 0.5 | .538 |       |        |     | 0.2  |     |     |     | 1.5 | 2.1 |

##### Playoffs
| Temporada | Edad | Equipo           | Liga | P | TIT | MIN | TC  | TCA | %TC  | 3P | 3PA | %3P | TL  | TLA | %TL   | R.OF. | R.DEF. | REB | ASIS | ROB | TAP | PER | FP  | PTS |
| 1946-47   | 23   | Cleveland Rebels | BAA  | 2 |     |     | 2.0 | 9.0 | .222 |    |     |     | 0.5 | 0.5 | 1.000 |       |        |     | 0.0  |     |     |     | 2.0 | 4.5 |
| Total     |      |                  | BAA  | 2 |     |     | 2.0 | 9.0 | .222 |    |     |     | 0.5 | 0.5 | 1.000 |       |        |     | 0.0  |     |     |     | 2.0 | 4.5 |